# Disquisitiones arithmeticae
Disquisitiones arithmeticae és un llibre de teoria de nombres escrit per l'alemany Carl Friedrich Gauss en llatí el 1798, quan tenia 21 anys i publicat el 1801. En aquest llibre Gauss reuneix els resultats de la seva teoria de nombres seguint l'evolució d'altres matemàtics com Fermat, Euler, Lagrange i Legendre, als que afegeix teories pròpies.

## Seccions
- De numerorum congruentia in genere
- De congruentiis primi gradus
- De residuis potestatum
- De congruentiis secundi gradus
- De formis aequationibusque indeterminatis secundi gradus
- Variae applicationes disquisitionum praecedentium
- De aequationibus, circuli sectiones definientibus